# ハーミル島
ハーミル島（ハーミルとう、英語: Harmil Island）は、エリトリア北部、セメナウィ・ケイバハリ地方ダフラク地区・ダフラク諸島に属する島。ダフラク諸島北端に位置する無人島である。付近には岩礁が存在し、航海には危険が伴う。イタリアの植民地時代に沿岸砲台が建設されたが、1940年10月21日の戦闘で破壊されている。2011年6月、エリトリア政府はプロテクション・ベッセルス・インターナショナル社(英語: Protection Vessels International)が当局の許可を得ずにハーミル島に工作員を侵入させ同島を不法占拠し、ラス・カサールからラス・ドゥメラに至るエリトリア本土での非合法活動のための中継基地及び諜報基地として運用していたとして4名の工作員を逮捕し、関係したイギリスの機関及び24人の工作員を起訴すると発表した。